# Parafia św. Jana Kantego w Niebocku
Parafia św. Jana Kantego w Niebocku – parafia rzymskokatolicka znajdująca się w archidiecezji przemyskiej, w dekanacie Grabownica.

## Historia
W 1947 w Niebocku powstała myśl o budowie kościoła. Pod koniec lat 70. XX wieku ks. Józef Gryziec zachęcił wiernych do budowy kościoła. 20 października 1980 roku bp Tadeusz Błaszkiewicz poświęcił tymczasową kaplicę, którą urządzono w punkcie katechetycznym. W latach 1980–1981 zbudowano w Niebocku obecny murowany kościół, według projektu arch. inż. Jana Rządcy. 
4 sierpnia 1981 roku dekretem bpa Ignacego Tokarczuka została erygowana parafia, z wydzielonego terytorium parafii Grabownica. 20 października 1981 roku bp Ignacy Tokarczuk poświęcił kościół pw. św. Jana Kantego. 
Nas terenie parafii jest 1610 wiernych.
Proboszczowie parafii:
1981–1988. ks. Kazimierz Lewczak.
1988–2019. ks. kan. Edward Stępień.
2019– nadal ks. prał. Andrzej Szkoła.